# No Leaf Clover
No Leaf Clover é uma das 2 músicas inéditas lançadas com o álbum S&M do Metallica (a outra é "Minus Human").
É a quarta canção da banda a alcançar a 1a posição Billboard Hot Mainstream Rock Tracks chart. Ela permaneceu na 1a posição por 7 semanas consecutivas.

## Desempenho em Paradas Musicais
| Ano  | Parada Musical         | Posição |
| ---- | ---------------------- | ------- |
| 1999 | Mainstream Rock Tracks | 1       |
| 1999 | Modern Rock Tracks     | 18      |
| 2000 | Billboard Hot 100      | 74      |
| 2000 | ARIA Charts            | 41      |
| 2000 | Media Control Charts   | 40      |
| 2000 | VG-lista               | 9       |
| 2000 | MegaCharts             | 41      |
| 2000 | Sverigetopplistan      | 50      |
| 2000 | Swiss Music Charts     | 99      |